# Reedschalter

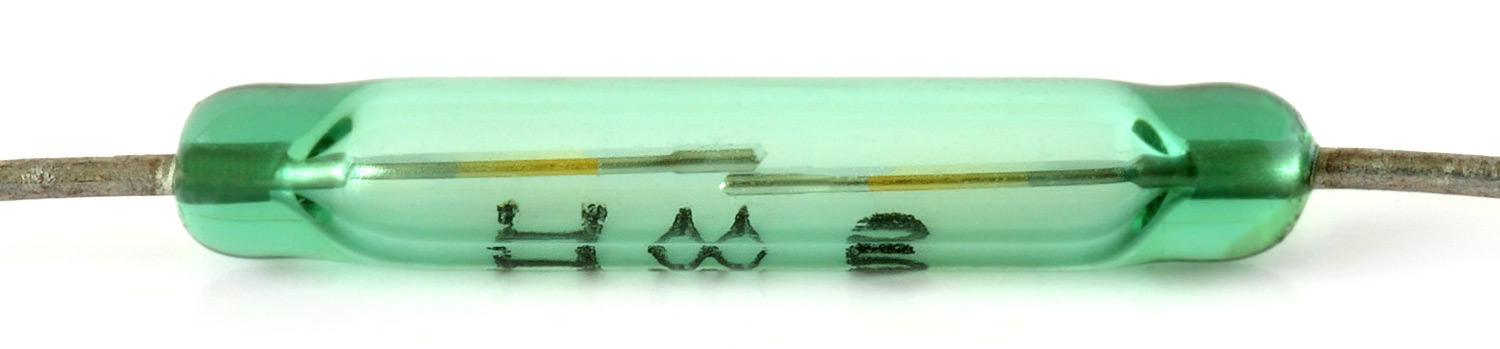
Reedschalter

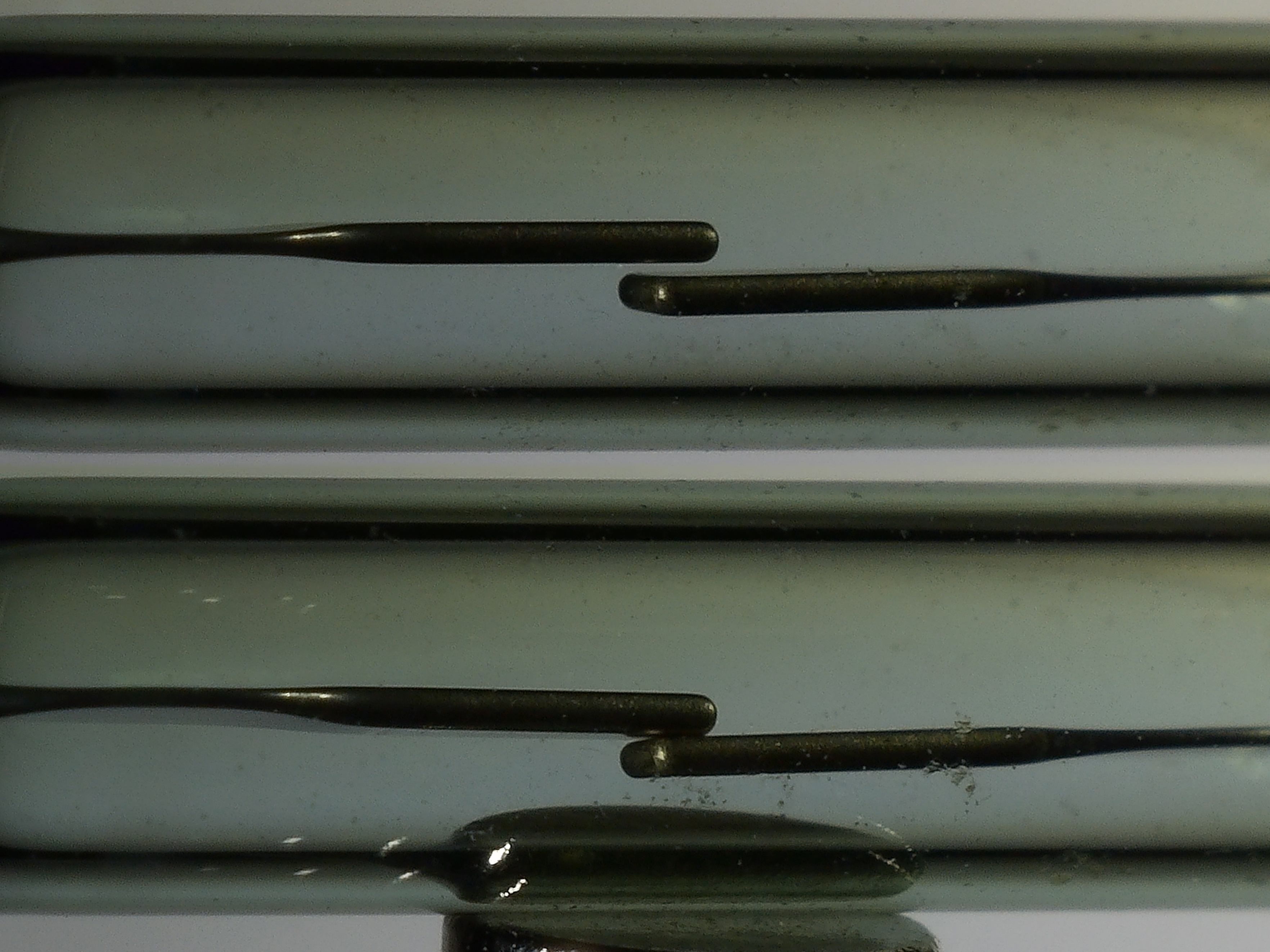
Oben: offener Kontakt
Unten: mit einem Magneten geschlossener Kontakt

Funktionsweise

Reedschalter (oder Reedkontakte, historisch auch Herkon) sind im Glasrohr (hermetisch) eingeschmolzene Kontaktzungen aus einer Eisen-Nickellegierung, die durch ein Magnetfeld betätigt werden.
Die Vorsilbe Reed (englisch für Rohrblatt, norddeutsch Reet) bezieht sich entweder auf die Ähnlichkeit des Glaskolbens der Schalter zu den Fruchtständen von Schilfpflanzen (Rohrkolben) oder auf die Ähnlichkeit der flexiblen Schaltzungen zu den Rohrblättern in den Mundstücken von Holzblasinstrumenten, die auch aus Schilfrohr hergestellt und im Englischen als „reed“ bezeichnet werden. 
Die ehemalige Marke „Herkon“ (Markeninhaber SEL, Schutzende 1997, gelöscht 1999) steht für hermetisch abgeschlossener Kontakt.
Reedschalter sind in Reedsensoren oder Reed-Relais enthalten. Die ferromagnetischen Schaltzungen bewegen sich bei einem von außen einwirkenden magnetischen Feld zueinander. Diese Technik erlaubt es, zuverlässige, hermetisch dichte Schaltelemente mit geringer Größe für – verglichen mit konventionellen Relais und Kontakten – schnelle Schaltvorgänge herzustellen.
Die Hauptkomponenten eines Reedkontaktes sind die Schaltzungen (Paddel) aus einer Nickel-Eisen-Legierung (Ni ca. 48 %) mit der äußeren Lötoberfläche (ca. 2–6 µm Zinn oder Gold) und inneren Kontaktflächen aus Edelmetall. Ein Glasröhrchen fixiert und schützt sie und enthält die Schutzgasfüllung (Stickstoff/Wasserstoff oder Argon) oder ein Vakuum bei Schaltern für höhere Spannungen.

## Geschichte
Der Reedschalter hat seinen Ursprung in den USA und wurde dort von Bell Labs Ende 1930 entwickelt. Ab 1940 gab es bereits erste Industrieanwendungen für Reedsensoren und Reedrelais, hauptsächlich in einfachen magnetisch ausgelösten Schaltfunktionen und ersten Modellen von Testgeräten. Ende der 1940er Jahre war es die Firma Western Electric, die Reedschalter in Telefonsysteme einführte.
Ab den 1960er Jahren wurden Reedkontakte in der DDR als GEKO (von geschützter Kontakt) bezeichnet. Kontakte und Relais wurden vom VEB Statex Ilmenau hergestellt.
Die weltweite Fertigung an Reedschaltern beträgt ca. 1 Milliarde Stück. Einsatzgebiet ist das gesamte Spektrum der Elektrotechnik und Elektronik, u. a.: Automobile, Alarmanlagen, Test- und Messgeräte, Hausgeräte, Medizintechnik, Türschalter, Sensoren.

## Merkmale
Aufgrund der verwendeten Materialien und hermetisch geschlossenen Bauweise lassen sich Reedschalter in fast allen Umweltbedingungen einsetzen. Dennoch sind einige Punkte zu beachten, die die Zuverlässigkeit beeinflussen. Die für die Dichtheit verantwortliche Glasdurchführung der Anschlussdrähte ist bruchempfindlich bei Biegebelastung und aufgrund der unterschiedlichen Ausdehnungskoeffizienten thermoschockempfindlich beim Löten nahe dem Glas. Das Auftragen des Kontaktmaterials (Rhodium oder Ruthenium) erfolgt durch Sputtern oder galvanisch und erfordert hohe Reinheit. Fremde Partikel, auch bereits in kleinster Konzentration, sind die Quelle für Unzuverlässigkeit. Solche Edelmetallkontakte sind nicht für hohe Schaltleistungen geeignet.
Im Laufe der Zeit konnte die Länge von ursprünglich 50 mm auf 5 mm verringert werden. Dadurch konnten neben der Miniaturisierung besonders in der Hochfrequenztechnik und durch höhere Schaltgeschwindigkeiten neue Anwendungen erschlossen werden.

Im Folgenden sind einige Kennwerte aufgeführt, die mit Reedkontakten erreichbar sind:
- Schalten bis 10 kV
- Schaltströme bis 5 A
- Schalten von Spannungen bis herab zu 10 nV und von Strömen bis herab zu 1 fA
- Einsatz bis 7 GHz[7]
- Isolationswiderstand über den geöffneten Kontakt bis 1015 Ω
- Kontaktwiderstand im geschlossenen Zustand typ. 50 mΩ
- Öffner, Schließer und bistabile Schaltfunktion möglich
- Schließzeit ca. 100 bis 300 µs
- Einsatztemperatur zwischen −55 °C und +200 °C
- Unempfindlichkeit gegenüber Feuchtigkeit, Vakuum, Öl, Fett und vielen aggressiven Substanzen
- Schockresistenz bis 200 g
- Einsetzbar bei Vibrationen von 50 Hz bis 2 kHz bei 30 g
- Lange Lebensdauer: bei Schaltspannungen unter 5 V (Lichtbogen-Grenze) sind Schaltspiele weit über 109 hinaus erreichbar

## Aufbau und Funktion

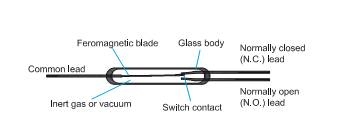
Aufbau eines Schalters

Ein Reedschalter besteht aus zwei ferromagnetischen Schaltzungen (normalerweise Nickel/Eisenlegierung), die hermetisch dicht verschlossen in ein Glasröhrchen eingeschmolzen sind. Bei Wechslern oder Öffnern ist das Ende einer der Schaltzungen unmagnetisch. Die Schaltzungen überlappen sich und haben einen geringen Abstand von einigen Mikrometern bis ca. 1 mm zueinander. Wirkt ein axiales Magnetfeld auf den Schalter, bewegen sich die beiden Paddel aufeinander zu – der Schalter schließt. Der Kontaktbereich der beiden Schaltzungen ist mit einem sehr harten Metall beschichtet, meist Rhodium oder Ruthenium, aber auch Wolfram und Iridium. Aufgetragen werden diese entweder galvanisch oder durch Sputtern. Die Kontaktflächen sind für die sehr lange Lebensdauer und die gute Kontaktgabe eines Reedschalters wichtig. Vor dem Einschmelzen wird die vorhandene Luft durch Stickstoff oder eine Inert-Gasmischung mit hohem Stickstoffanteil ersetzt. Für erhöhte Schaltspannungen (kV-Bereich) werden Reedkontakte evakuiert.
Ist das durch Permanentmagnete oder Spulen erzeugte Magnetfeld stärker als die Federwirkung der Paddel, schließen die beiden Kontakte. Das zum Öffnen zu unterschreitende Feld ist wesentlich kleiner.

Form A: Schließer (Normally Open)

Form C: Wechsler bzw. Umschalter

Der beschriebene Ablauf gilt für den 1Form A-Schalter (kurz NO für normally open), Schließer oder Einschalter (kurz SPST für single pole single throw). Es gibt auch Mehrfachschalter wie 2Form A (2 Schließer), 3Form A etc.
Ist der Schalter in Ruhestellung geschlossen, spricht man von 1Form B-Funktion, auch bekannt als Öffner (kurz NC für normally closed). Das kann nur mit einem passiven ferromagnetischen Paddel erreicht werden. Die Zunge liegt ohne Feld an einem unmagnetischen Kontakt an.
Zum Umschalten dient der 1Form C-Schalter, auch bekannt als Wechsler (kurz SPDT für single pole double throw). In Ruhestellung und ohne anliegendes Magnetfeld ist der Ruhekontakt mit der Zunge verbunden. Mit Magnetfeld wechselt der Kontakt vom Ruhe- auf den Arbeitskontakt. Ruhe- und Arbeitskontakte sind unbewegte Kontakte. Alle drei Paddel sind ferromagnetisch leitend, lediglich der Kontaktbereich des Ruhekontakts (Öffners) ist mit einem unmagnetischen Plättchen versehen. Dadurch ist der Weg der Feldlinien zum Ruhekontakt länger als zum Arbeitskontakt und die Zunge wandert durch das Feld zum (magnetisch näher gelegenen) Arbeitskontakt. Das ist technologisch nötig, um für alle Glasdurchführungen das gleiche, thermisch angepasste Material (Nickel-Eisen) verwenden zu können.

## Form und Stärke des Betätigungs-Magnetfeldes
Werden Reedschalter als Lagesensoren (Türkontakt, Füllstand, Endschalter) verwendet, benutzt man für die Betätigung Dauermagnete. Um exaktes Schalten zu gewährleisten, muss das Feld axial, also in Richtung der Schaltzungen, ausgerichtet sein.

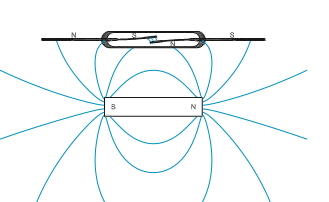
Funktion eines Reedschalters unter dem Einfluss eines Permanentmagneten

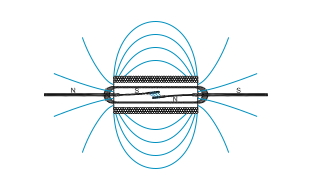
Schließen eines Reedschalters durch das Magnetfeld einer Spule

Ist das Feld exakt quer zu den Schaltzungen, öffnet der Kontakt. Das wird zum Beispiel zum Einhalten exakter Schaltpositionen bei Referenzfahrten von Positionierantrieben ausgenutzt: der Kontakt schließt bei Annäherung zunächst, öffnet jedoch, wenn Zungen und Magnet in T-Form zueinander stehen.
Reedkontakte können auch mit bistabiler Funktion („latching“) gefertigt werden.
Bei diesen besteht die Möglichkeit, mit einem Magneten oder einer Spule den Schaltzustand zu ändern. Der Sensor verharrt in der vorherigen Position bis zum Umpolen des äußeren Magnetfeldes. Das wird durch eine Vormagnetisierung erreicht, die gerade zum Halten der Kontakte ausreicht, nicht jedoch zum Anziehen. Hebt das äußere Feld die Vormagnetisierung auf, fällt der Kontakt ab. Addieren sich beide Felder, zieht er an.
Reedschalter können zum Beispiel durch folgende Aktionen betätigt werden:
- Magnet bewegt sich zum Reedschalter hin oder von ihm weg
- Reedschalter oder Magnet in rotierender Bewegung
- Ringmagnet wird über den Reedschalter geschoben
- das Magnetfeld wird durch ein Eisenblech unterbrochen beziehungsweise abgeschirmt

Mit Reedkontakten können Stromsensoren hergestellt werden, indem man sie mit wenigen Windungen dicken Drahtes umgibt. Beispiele sind die Überwachung der Funktion einer Warnlampe oder des Bremslichtes.

Kennzeichnend für solche Sensoren und generell für Reedkontakt-Anwendungen ist die ausgeprägte Hysterese-Charakteristik, das heißt in diesem Fall, der Anzugstrom ist wesentlich größer als der Halte- und Abfallstrom.

### Störeinflüsse
Ferromagnetische Materialien können das zum Schalten notwendige Magnetfeld stören. Es wird daher empfohlen, zur Montage nicht-magnetische Materialien wie austenitischen Stahl oder Messing zu verwenden. Von magnetisierbaren Bauteilen (etwa aus Eisenwerkstoffen) sollte ein Abstand von zumindest einigen Millimetern eingehalten werden.

## Anwendungsbeispiele
Eine im Alltag häufige und gut sichtbare Anwendung ist als Tachometersensor an der Vorderradgabel eines Fahrrades, ausgelöst von einem knapp daran vorbeilaufendem Speichenmagnet. Lässt man in leiser Umgebung das angehobene Vorderrad drehen, kann man mit nahem Ohr den Klick hören, der entsteht, wenn die Kontakte schließen. E-Bikes haben häufig je einen Reedsensor beim Kettenblatt der Kurbel mit mehreren Magneten und beim Hinterrad.
Reedschalter, Reedsensoren und Reedrelais werden für viele unterschiedliche Branchen produziert, wie z. B. für Maschinenbau, Automatisierungstechnik, Sicherheitstechnik, Automobilindustrie, Luftfahrt, Landwirtschaft, Test- & Messtechnik, Medizin, Telekommunikation, Haushaltsgeräte und Marine.
Reedschalter, kombiniert mit einem Permanentmagneten an einem Schwimmer, werden als Füllstandssensor (Schwimmerschalter) eingesetzt. Näherungsschalter dienen der Überwachung von Türen, Klappen und Verschlüssen sowie zur Positionsbestimmung.
Bewegungs- und Beschleunigungssensoren sind weitere mögliche Anwendungen der Kombination mit Dauermagneten.
In der Marine werden sie für die Ankerposition, das Steuern der Bilgenpumpe, den Kraftstoff-Füllstand, die Ruder-Endposition, Stromüberwachungen, die Toilettenkontrolle oder den Ölstand eingesetzt.
Medizin: In implantierbaren und anderen Geräten ist es oft wichtig, dass Schalter verwendet werden, die hinter Oberflächen verborgen sind. Geräte wie beispielsweise elektro-chirurgische Generatoren setzen Hochspannungsrelais ein, um die Stromzufuhr für das operative Kauterisieren der Gefäße zu regulieren. Ähnliche Geräte verwenden HF-Energie kombiniert mit Salzlösung, um die Gefäße zu verschließen. Hierfür sind Hochfrequenzrelais eine geeignete Lösung.
Für viele Anwendungen hat das hochohmige Schalten von Signalen Bedeutung, zum Beispiel in Datenerfassungssystemen, Oszilloskopen, Leiterplattentestgeräten oder Halbleitertestern.
Sicherheitstechnik: Fenster und Türen, bei denen der Öffnungszustand zur Kontrolle elektronisch überwacht werden soll, z. B. bei Zugangskontrollen, Alarmanlagen u. dgl. Andere Beispiele sind Feuerlöscher, Sicherheitsgurte u. v. m.
Weitere Anwendungen sind koaxiale Hochfrequenzrelais, Stromsensoren und verborgene, nur mit Magnet zu betätigende Kontakte.

## Parameter für Reed-Bauelemente

### Anzugs- und Abschaltempfindlichkeit
Anzugsempfindlichkeit (AWan, PI) spezifiziert die Magnetfeldstärke zum Schließen des Schalters. Bei Dauermagneten misst man den Einschaltpunkt als Einschalt-Entfernung in mm, man gibt die magnetische Flussdichte an oder das Produkt aus Windungszahl und Strom der Betätigungsspule (AWan).

#### Messung
Mit einer bekannten Spule kann die Ampere-Windungszahl (AW oder AT von Ampere-turns) bis zum Anzug bestimmt werden. Dazu wird der Strom in einer um den Kontakt gewickelten Spule bis zum Einschaltpunkt erhöht und mit deren Windungszahl multipliziert. Auch bei bester Glühqualität der Paddel bleibt eine Restremanenz zu berücksichtigen. Um vor der Messung definierte Verhältnisse zu schaffen, beaufschlagt man die Spule mit einem sogenannten Sättigungsimpuls.
Die Abschaltempfindlichkeit (AWab, DO) beschreibt den Ausschaltpunkt des Reedschalters und wird analog wie AWan bestimmt, indem das Magnetfeld soweit verringert wird, bis der Kontakt abfällt.

### Hysterese
Die Schalt-Hysterese in % ist das Verhältnis zwischen Anzugs- (AWan) und Abschalt-Magnetfeldstärke (AWab).
Hysterese = AWan/AWab × 100 %
Die Hysterese hängt u. a. von Beschichtungsdicke, Paddelüberlappung, Paddellänge, Remanenz und Paddelabstand ab.

### Statischer Kontaktwiderstand

Darstellung der verschiedenen Widerstandszonen eines Reedschalters

Der statische Kontaktwiderstand ist der Gleichstromwiderstand, erzeugt durch Paddel und Kontaktfläche. Den meisten Einfluss hat hier das Nickel/Eisenmaterial mit einem spezifischen Widerstand von 8…10·10−8 Ω·m. Verglichen mit dem für Kupfer von 1,7·10−8 Ω·m ist dies relativ hoch. Typisch für einen Reedschalter sind ca. 70 mΩ, der Anteil der Kontaktstelle beträgt dagegen nur ca. 10…25 mΩ. Bei Reedrelais benutzt man oft Nickel/Eisen für abgewinkelte Anschlusspins, diese führen zu einem weiteren Widerstand von ca. 25…50 mΩ.

### Dynamischer Kontaktwiderstand
Zur Überprüfung der Fertigungsqualität wird ein sog. dynamischer Kontaktwiderstand bestimmt. Man testet damit das Verhalten des Reedschalters an der Kontaktstelle im Hinblick auf Verschmutzungen.
Zum Test wird der Kontakt mit einer Frequenz zwischen 50 Hz und 200 Hz geschaltet. Eine Messspannung von 0,5 V und der Strom von ca. 50 mA reichen aus, um potentielle Probleme zu orten. Anzeigen kann man das Messergebnis entweder mit einem Oszilloskop oder per Digitalisierung des Signals. Die Spannung von 0,5 V sollte nicht überschritten werden, um eventuell vorhandene Schmutzfilme auf den Paddeln nicht zu „durchschlagen“. Diese können durch unsaubere Schnitte im Herstellungsprozess entstehen. Für kleinste Messsignale wäre dieser Schmutzfilm dann eine Unterbrechung, der lediglich durch die höhere Testspannung durchschlagen wird, nicht aber das Problem als solches visualisiert.

### Schaltspannung
Angegeben wird die maximal zulässige Spannung, die der Kontakt zu schalten in der Lage ist. Schaltspannungen über der Lichtbogengrenze können Materialwanderungen auf der Kontaktoberfläche verursachen. Dies geschieht normalerweise ab 5 V. Ebendiese Überschläge sind die Ursache für die Verkürzung der Lebenszeit eines Reedschalters. Trotzdem sind gute Reedschalter in der Lage, Spannungen zwischen 5 und 12 V viele 10 Millionen Mal zu schalten; natürlich spielt dort auch der Schaltstrom eine entscheidende Rolle.
Schalter mit Druckatmosphäre im Glasrohr können Spannungen bis maximal 500 V schalten, da beim Öffnen der entstehende Funken gelöscht wird. Darüber hinausgehende Schaltanforderungen werden durch Vakuumschalter gelöst; hier sind Spannungen bis 10 000 V realisierbar.
Unter einer Schaltspannung von 5 V entsteht keine Lichtbogenbildung und somit keine Materialwanderung, hier sind Lebensdauererwartungen auch über 109 Schaltspiele erreichbar.
Geringste Spannung im Bereich von 10 nV können geschaltet werden, wenn bei der Konstruktion auf geringe Thermospannungen geachtet wird. Dieser große Arbeitsbereich ist ein besonderer Vorteil des Reedschalters.

### Schaltstrom
Der Schaltstrom ist der maximal zulässige Strom in Ampere beim Schließens des Reedschalters. Je höher der Strom, umso größer ist der Schaltlichtbogen beim Schließen (wegen des Prellens) und beim Öffnen. Das Öffnen unter Strom verringert besonders dann die Lebensdauer des Schalters, wenn die Last induktiv ist und die Schaltspannung hoch ist. Schließen bei hohem Strom kann zum Verkleben (Verschweißen) der Kontakte führen.
Kapazitäten (Lastkapazität, sogar Streu- und Schaltkapazitäten) der angeschlossenen Schaltung verringern die Lebensdauer, weil beim Einschalten ein hoher Spitzenstrom fließt. Dabei sind die ersten 50 ns von entscheidender Bedeutung. Hier entsteht der eventuell zerstörende Funke, der den Kontakt langfristig zerstören und die Lebensdauer reduzieren kann. Es empfiehlt sich besonders bei hohen Schaltspannungen, den Strom in den ersten 50 ns beispielsweise mit einem Serienwiderstand zu begrenzen. Bereits bei 50 V und 50 pF kann ein bleibender Einfluss auf den Reedschalter entstehen.

### Transportstrom
Der Transportstrom in Ampere spezifiziert den maximal zulässigen Strom über bereits geschlossene Kontakte. Da die Kontakte bereits geschlossen sind, ist ein signifikant höherer Strom als beim Schaltvorgang zulässig, denn ein Schaltlichtbogen entsteht nur beim Schließen und Öffnen. Ein geschlossener Reedschalter kann sehr hohe Ströme transportieren; wichtig ist dabei jedoch eine geringe Impulslänge, um Überhitzung zu vermeiden.
Reedrelais haben gegenüber anderen Relais den Vorteil sehr geringer Leckströme – minimale Ströme im Bereich von Femtoampere (10−15 A) können daher ebenfalls verarbeitet werden.

### Schaltleistung
Die Schaltleistung in Watt ist das Produkt aus Schaltstrom und Schaltspannung. Ist ein Schalter mit einer maximalen Schaltspannung 200 V, einem maximalen Schaltstrom von 0,5 A und einer Schaltleistung von maximal 10 W angegeben, darf die Leistung von 10 W nicht überschritten werden. Bei einer Schaltspannung von 200 V darf der Schaltstrom somit 50 mA nicht überschreiten. Werden 0,5 A geschaltet, muss die Schaltspannung auf 20 V begrenzt sein. Die Schaltleistung ist vom Charakter der Last abhängig und kann durch Funkenlöschmaßnahmen erhöht werden.
Besonders hohe Schaltleistungen werden mit Molybdän-Kontakten erreicht, die jedoch einen vergleichsweise hohen Übergangswiderstand und eine Mindest-Schaltlast erfordern.

### Isolationsspannung
Die Isolationsspannung bestimmt den Punkt kurz vor dem Durchschlag der Trennstrecke eines Reedschalters und ist höher als die Schaltspannung. Es gibt Reedrelais mit einer maximalen Schaltspannung von 12 500 V und einer Maximalspannung über den geöffneten Kontakten von 15 000 V. Kleinere Modelle um die 20 mm widerstehen immer noch 4 000 V, während 15-mm-Schalter (mit leichtem Gasdruck) Isolationsspannungen von 250 bis 600 V aufweisen.

### Isolationswiderstand
Der Isolationswiderstand wird über dem geöffneten Schalter gemessen. Ein typischer Wert für Reedschalter ist 109 bis 1014 Ω. Eine gute Isolation verursacht nur Leckströme von Femto- bis Pikoampere, womit Prüfeinrichtungen, bei denen zwischen mehreren Eingängen hochohmig umgeschaltet werden muss, gebaut werden können.

### Schließzeit
Die Schließzeit ist die zum Schließen benötigte Zeit bis nach dem Ende des Prellens. Außer bei quecksilberbenetzten Reed-Schaltern tritt Prellen auf. Ein bis zwei Prellereignisse im Zeitfenster von 50…100 µs sind zu erwarten. Reedschalter haben eine Prellzeit von typ. <0,5 ms.

### Öffnungszeit
Die Öffnungszeit ist die Zeit, bis der Schalter öffnet, nachdem das magnetische Feld nicht mehr auf den Schalter einwirkt. Reduziert man die Spannung der Relaisspule unter die Abfall- oder Rückgangsspannung, öffnen die Kontaktpaddel in einer Zeit von etwa 20…50 µs.
Unterschieden davon werden muss die Abfallzeit, wenn es sich um ein Relais handelt und beispielsweise eine Diode antiparallel zur Spule geschaltet ist (Fangdiode). Dann erhöht sich die Abfallzeit drastisch.

### Resonanzfrequenz
Bei der Resonanzfrequenz (siehe Eigenschwingung) der offenen Zunge kann der Reedschalter durch externe Vibrationen ausreichender Amplitude ungewollt schließen. Ein ca. 15 mm langer Reedkontakt hat z. B. eine Resonanzfrequenz von 5500 Hz, ein solcher von 50 mm Länge hat z. B. 900 Hz Eigenresonanz. 

### Kontaktkapazität
Die Kontaktkapazität ist die Kapazität zwischen den geöffneten Kontakten. Die Werte liegen im Bereich von 0,1…0,3 pF.  Die geringe Kontaktkapazität ist ein besonderes Merkmal von Reedkontakten gegenüber anderen Relais und ermöglicht den Einsatz bei hohen Frequenzen und/oder zum Umschalten hochohmiger Wechselspannungssignale bei geringem Übersprechen (hohe Dämpfung bei geöffnetem Kontakt).